# Baozhong
Le Baozhong (chinois : 包種 ; pinyin : bāozhǒng ; litt. « type emballé ») est  un cru de thé oolong, faiblement oxydé, originaire du massif montagneux des Wenshan au nord de Taiwan.
Ce thé est aussi connu comme pouchong une ancienne transcription de 包種 (baozhong).

## Dénominations
La dénomination chinoise est wenshan baozhong cha 文山包種茶.
L'origine de la dénomination baozhong 包種 « de type emballé » de ce thé (cha) produit dans les Wenshan 文山  (« Monts Wen ») viendrait de l'habitude d'envoyer le tribut de thé à l'empereur de la dynastie Qing, emballé par paquet de 200 grammes, entre deux feuilles carrées de papier de bambou (maobianzhi 毛邊紙), sur lequel était apposé le sceau de l'établissement avec le nom du thé. L'empereur Guangxu 光緒帝 lui-même, conféra le nom de baozhong à ce thé.
Ce procédé d'emballage était utilisé par des boutiques traditionnelles de thé situées sur le continent dans la province du Fujian, district d'Anxi (en face de Taiwan) qui vendaient aussi leur thé sous cette forme.

## Région de production

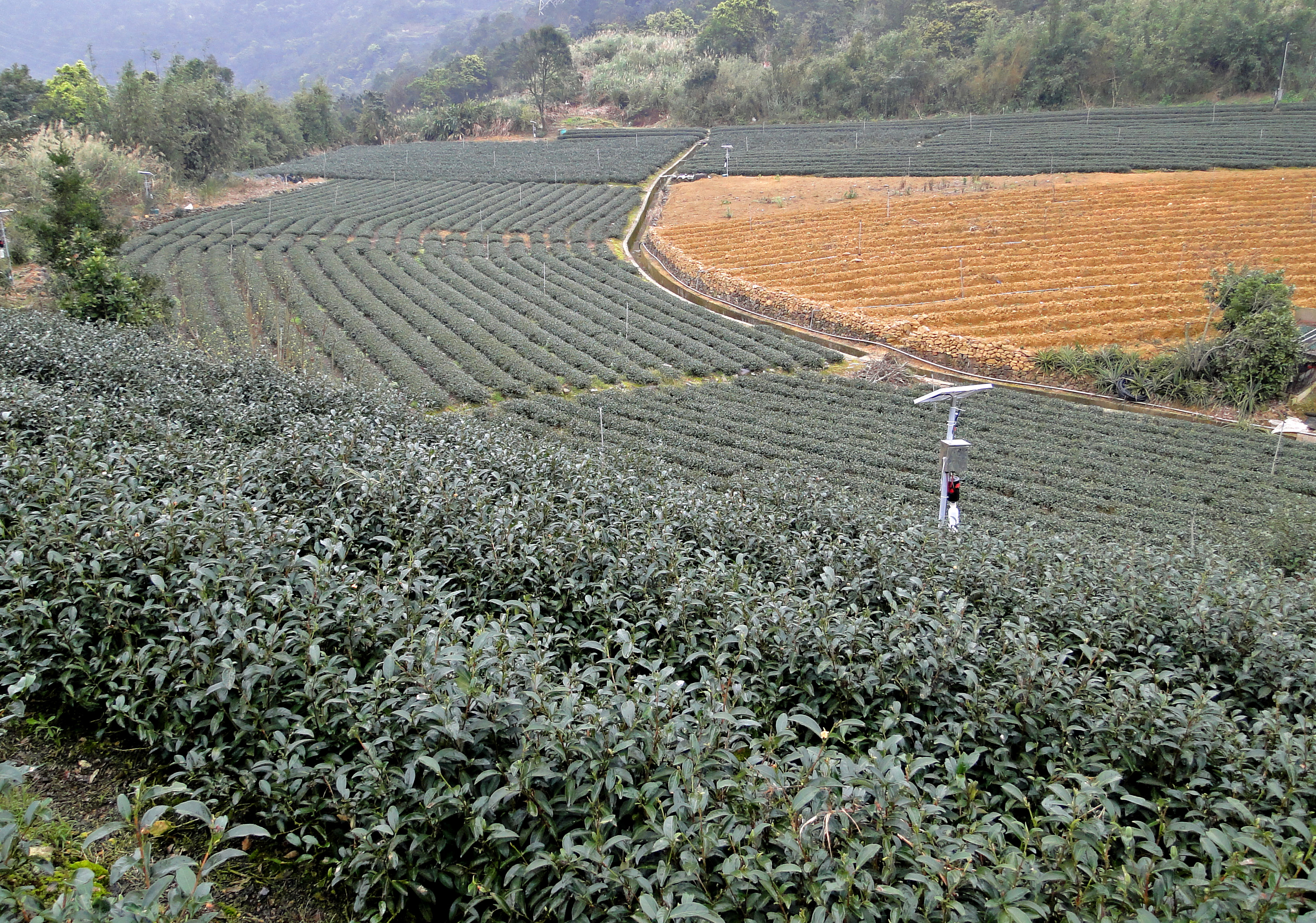
Plantation de thé de Pinglin

Le thé baozhong est produit dans le district de Wenshan, situé dans une région montagneuse au sud de la capitale Taipei, au nord de l'île de Taiwan. Les jardins de thé, situés entre 400 et 600 m d'altitude,  s'étendent sur 2 300 hectares, plantés du cultivar qingxin wulong  青心烏龍..
Le village de Pinglin 坪林 produit la majorité des thés baozhong. Les plantations de thé, sont situées à moyenne altitude, dans une région ayant un fort taux d'humidité toute l'année et de fortes précipitations de juin à août. La moyenne des précipitations annuelles est de 2 040 mm.
L'origine de la culture des théiers pour produire du baozhong remonte au XIXe siècle lorsqu'un maître du thé venant de la province continentale du Fujian vint s'établir à Taiwan. Les premiers établissements qui se trouvaient près de la trépidante Taipei actuelle, ont migré ensuite vers le sud-est près de Pinglin, dans une région montagneuse, à l'environnement encore préservé.

## Description

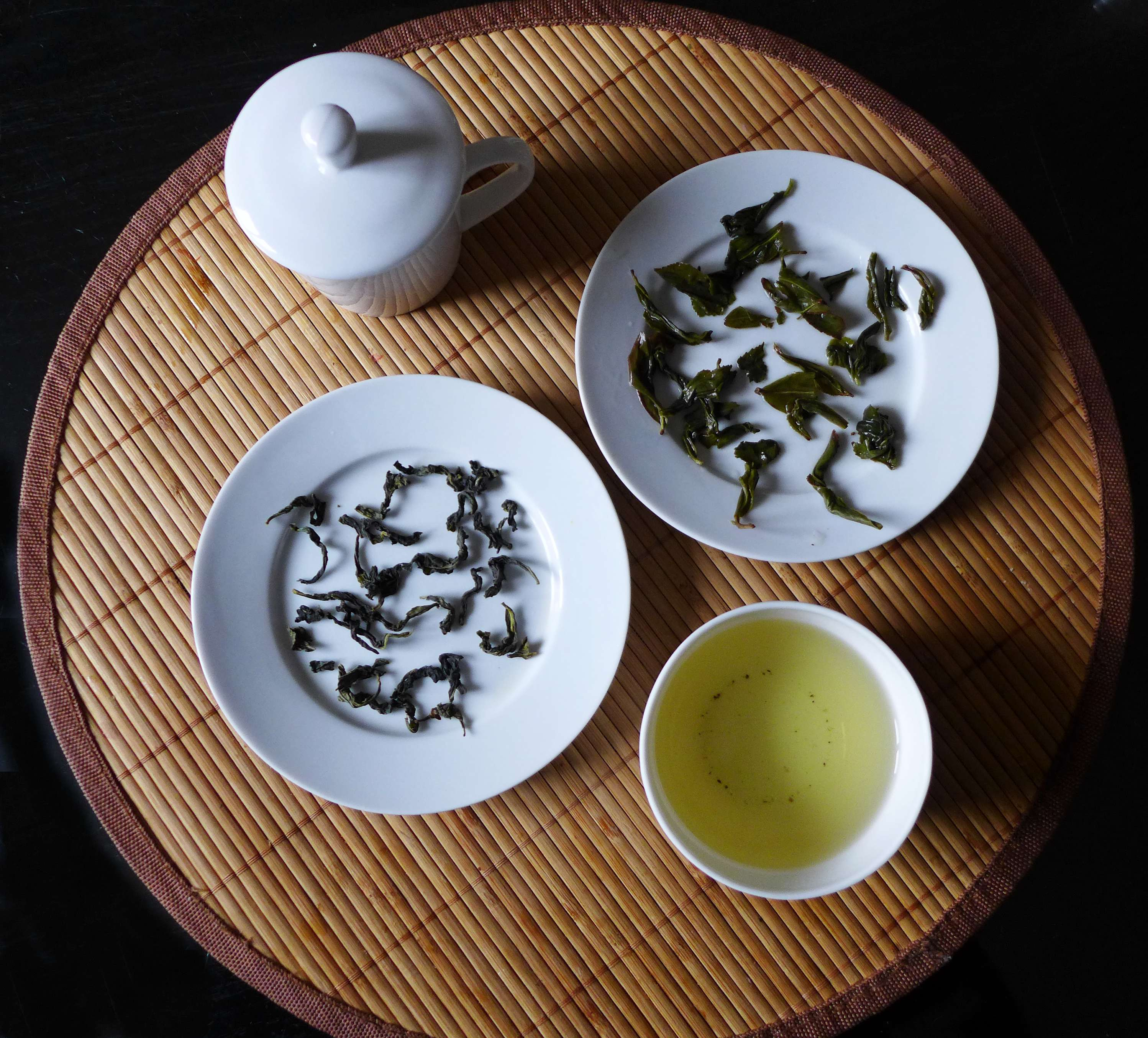
Baozhong wulong : infusion, feuilles avant et après infusion

- Feuille sèche : le thé se présente sous forme de longues feuilles torsadées, d'un vert sombre, dégageant un parfum végétal frais[4].
- La liqueur infusée est d'un jaune paille.

L'arôme est fleuri, presque poivré, évoquant le jasmin.
La saveur est acide avec une fine amertume, alliant verdeur et douceur.

## Fabrication
Le procédé de fabrication d'un thé wulong est intermédiaire entre le procédé pour faire un thé vert et celui pour faire un thé noir.
Contrairement aux autres wulong de Taiwan, la fabrication du baozhong ne passe pas par l'étape du roulage ; ses feuilles sont simplement torsadées. Il a en outre beaucoup évolué ces dernières années et est devenu un des wulong les moins oxydés, en définitive assez proche des thés verts. L'oxydation doit être réduite à 5 à 20 % de l'oxydation nécessaire pour faire un thé noir.
Traditionnellement, sa fabrication comporte les étapes suivantes :
- La cueillette (採 cǎi  « cueillir ») : les meilleures feuilles sont récoltées deux fois l'an, au printemps (mars-avril) et en automne (octobre-novembre). Les thés de qualité supérieure sont cueillis à la main, par temps clair. Les cueilleurs prélèvent l'extrémité des jeunes pousses, avec seulement deux feuilles et le bourgeon terminal.
- Le flétrissage (萎凋 wěidiāo « se flétrir ») : après avoir été transportées à l'atelier de fabrication, les feuilles sont étalées sur des bâches à l'air libre et laissées pendant environ une heure à mi-ombre, pour une première déshydratation[n 1]. Les feuilles sont ensuite rentrées dans des pièces bien ventilées (ou séchoir) pour poursuivre le séchage[n 2]. Les feuilles sont brassées régulièrement à la main pour bien les aérer et faciliter l'oxydation de leurs bords. La couleur des feuilles s'assombrit au cours de ces opérations. La durée de ces opérations dépend de la météo du jour (taux d'humidité, soleil, vent).
- Le brassage (揉青 róuqīng « malaxer le vert »,  jiǎo bàn 搅拌) : quand les feuilles dégagent une bonne odeur, elles sont mises dans un grand moulin cylindrique horizontal dans lequel elles sont brassées quelques minutes. On dépose ensuite les feuilles sur des claies pendant 3 heures pour les laisser sécher un peu plus. L'opération est répétée plusieurs fois pour permettre une déshydratation en douceur, pour laisser l'oxydation se faire régulièrement. Tout l'art du producteur de thé est d'interrompre le procédé au bon moment. Régulièrement, il hume le parfum de ses feuilles et les touche pour estimer leur souplesse et juger si le degré d'oxydation atteint est le bon.

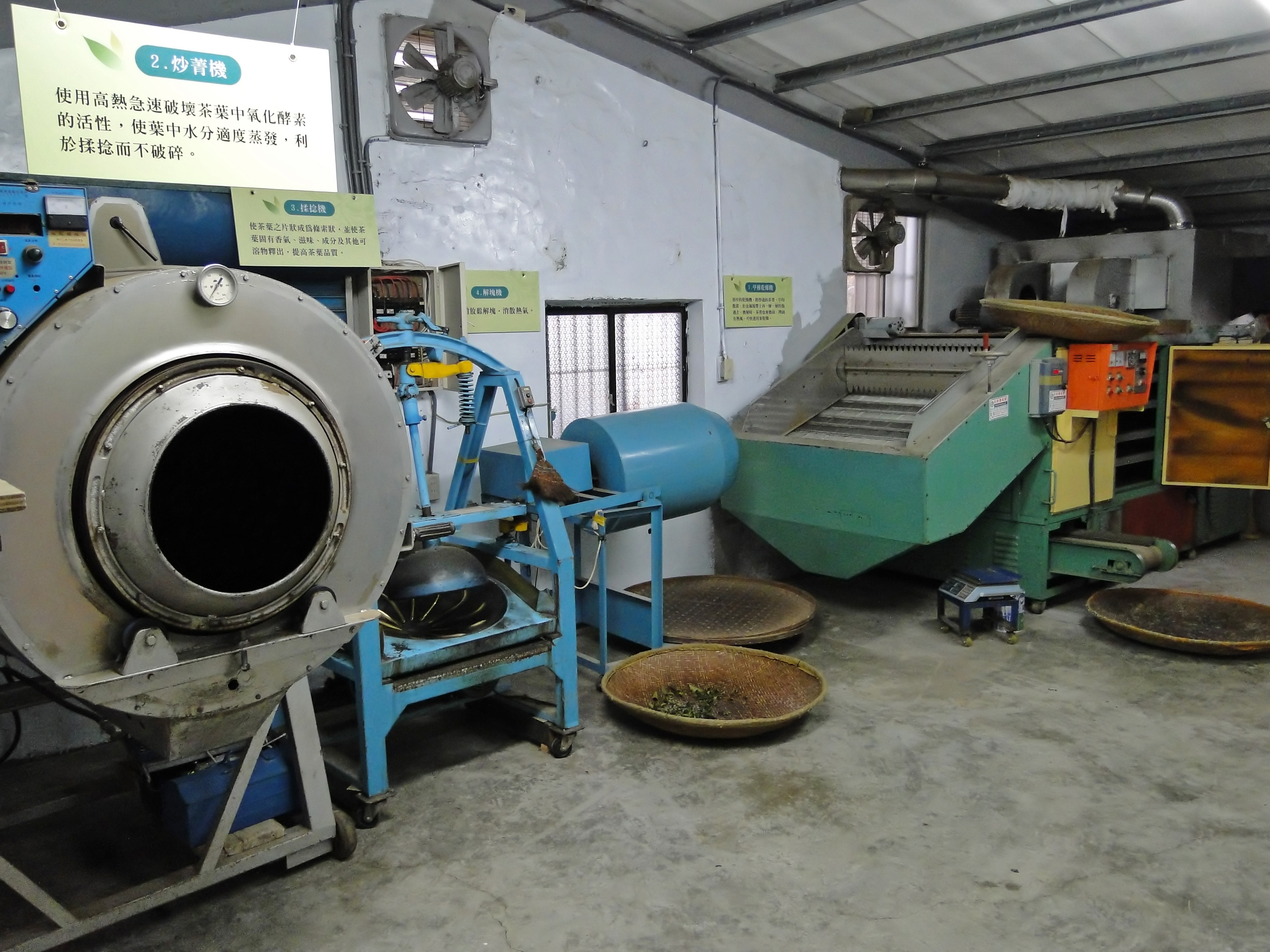
Atelier de fabrication du thé à Pinglin
De gauche à droite :
- four à tambour (torréfaction)
- malaxage des ballots (torsadage)
- dessiccateur ? (au fond)

- La torréfaction (殺青 shāqīng « tuer le vert ») : les feuilles sont légèrement torréfiées pour arrêter l'oxydation. Jadis, on brassait les feuilles dans un wok mis sur le feu. Actuellement, l'opération est réalisée dans un four rotatif à tambour (ressemblant à une bétonnière) à une température allant de 200 à 300 °C. Cette torréfaction rapide détruit les enzymes responsables de l'oxydation et élimine les odeurs désagréables.
- Le torsadage (揉捻 rounian) : jadis, les feuilles sortant juste de dessus le feu étaient malaxées à la main, en boules. Actuellement, elles sont enveloppées en ballots très serrés dans une toile et malaxées à l'aide d'une machine qui les roule sur une table. Le malaxage fait s'exprimer les huiles essentielles de la plante qui ensuite se dissoudront dans l'eau chaude de l'infusion pour exhaler tous les arômes de la tasse de thé.
Après 15 à 20 minutes, les paquets sont ouverts, les feuilles sont étalées pour qu'elles se refroidissent, avant de refaire une torréfaction. Le cycle torréfaction-torsadage est recommencé plusieurs fois. Cette étape est caractéristique du thé baozhong.
- La dessiccation : les restes d'humidité des feuilles sont éliminés, dans un dessiccateur.

Les durées de chaque opération sont importantes et jouent sur la qualité. Le maître d'atelier décide de la durée du flétrissage dans le séchoir, de la durée des brassages, du moment de la première torréfaction, puis de la fréquence des torsadages et retorréfaction. Bien des ateliers gardent secret les détails de leur procédures. Il n'y a pas d'Appellation d'origine contrôlée avec des cahiers des charges contraignants et de nombreux théiculteurs cherchent à améliorer leur produit, à expérimenter et à innover.
En partant de 10 kg de feuilles vertes, on obtient 2 kg de thé à consommer.